# Колісник Олег Сергійович
Оле́г Сергі́йович Колі́сник — полковник медичної служби Збройних Сил України, заслужений лікар України (2019).

## З життєпису
У 2000 році закінчив Одеський державний медичний університет, 2004 — Українську військово-медичну академію.
У 2002—2007 роках — ординатор відділення реанімації та інтенсивної терапії для терапевтичних хворих. У 2007 році призначений ординатором клініки нефрології, з 2012 — начальник клініки нефрології з палатами для ендокринологічних хворих Національного військово-медичного клінічного центру «Головний військовий клінічний госпіталь».
30 днів підполковник Колісник надавав медичну допомогу в Дебальцевому, де в місцевій лікарні з 14 жовтня 2014-го не було ендокринолога. Зранку приймав прихильників і противників української влади, у другій половині дня виїздив як лікар-терапевт на передову — на позиції та блокпости. Після поверненні з фронту підвищений у званні до полковника.
Наприкінці 2023 року очолив Національний військово-медичний клінічний центр «Головний військовий клінічний госпіталь».
Має більш як 10 друкованих наукових робіт у фахових виданнях.

## Нагороди та відзнаки
За особисту мужність і героїзм, виявлені у захисті державного суверенітету та територіальної цілісності України, самовіддане виконання військового обов’язку також відзначений:
- орденом Богдана Хмельницького III ступеня [2]
- орденом Данила Галицького[3]